# Liceida
Die Liceida (ICZN) oder Liceales (ICN) sind eine der fünf Ordnungen in der Gruppe der Myxogastria, sie umfasst rund 90 Arten, von denen einige weltweit verbreitet sind.

## Merkmale und Ökologie
Die Fruchtkörper sind stets einfach gebaut, Merkmale anderer Ordnungen wie ein echtes Capillitium, eine Columella oder Kalkknötchen fehlen, nur in den Gattungen Kelleromyxa und Listerella finden sich Fäden im Capillitium. Manche Arten (z. B. Enteridium spp.) weisen ein Pseudocapillitium auf. Die meisten Arten haben strahlend bunte bis schmutzig olivfarbene Sporenmassen.

## Systematik
Die Liceida wurden 1928 von Eduard Jahn erstbeschrieben, sie umfassen neun Gattungen in zwei Familien. Molekulargenetischen Untersuchungen zufolge ist die Ordnung das Schwestertaxon der Trichiida. Die Monophylie der Ordnung ist aber noch nicht eindeutig nachgewiesen.
- Familie Liceaceae
  - Licea
  - Listerella, mit nur einer Art:
    - Listerella paradoxa
- Familie Enteridiidae
  - Lindbladia
  - Cribraria
  - Dictydium
  - Lycogala
  - Enteridium
  - Dictydiaethalium
  - Tubifera

## Nachweise
Fußnoten direkt hinter einer Aussage belegen die einzelne Aussage, Fußnoten direkt hinter einem Satzzeichen den gesamten vorangehenden Satz. Fußnoten hinter einer Leerstelle beziehen sich auf den kompletten vorangegangenen Absatz.
1. 1 2  Michael J. Dykstra, Harold W. Keller: Mycetozoa. In: John J. Lee, G. F. Leedale, P. Bradbury (Hrsg.): An Illustrated Guide to the Protozoa. Band 2. Allen, Lawrence 2000, ISBN 1-891276-23-9 (englisch).
2. ↑  Anne-Marie Fiore-Donno, Cedric Berney, Jan Pawlowski, Sandra L. Baldauf: Higher-order phylogeny of plasmodial slime molds (myxogastria) based on elongation factor 1-A and small subunit rRNA gene sequences. In: The Journal of eukaryotic microbiology 52(3): 201–210, 2005.